# Peter and the Wolf (film)
Peter and the Wolf er en animationsfilm fra 1946 produceret af Walt Disney og er den den film i rækken af Disneys klassikere.